# Thị trưởng Hà Nội
Thị trưởng Hà Nội là một chức danh để chỉ viên chức cao cấp nhất trong Tòa Thị chính Hà Nội, tồn tại trong những năm 1945 - 1954 qua các chính thể Đế quốc Việt Nam, Việt Nam Dân chủ Cộng hòa, Quốc gia Việt Nam đều có chức năng quản lý hành chính đô thị trong phạm vi thành phố Hà Nội.

## Danh sách các Thị trưởng Hà Nội là người Việt
| STT | Họ tên         | Tại nhiệm                              | Chính quyền               | Chức vụ chính thức                                 | Ghi chú                        |
| --- | -------------- | -------------------------------------- | ------------------------- | -------------------------------------------------- | ------------------------------ |
| 1   | Trần Văn Lai   | 21 tháng 7, 1945 - 19 tháng 8, 1945    | Đế quốc Việt Nam          | Đốc lý Hà Nội                                      | Thị trưởng người Việt đầu tiên |
| 2   | Trần Quang Huy | 19 tháng 8, 1945 - 30 tháng 8, 1945    | Việt Nam Dân chủ Cộng hòa | Chủ tịch Ủy ban nhân dân Cách mạng Lâm thời Hà Nội |                                |
| 3   | Trần Duy Hưng  | 30 tháng 8, 1945 - tháng 10 năm 1947   | Việt Nam Dân chủ Cộng hòa | Chủ tịch Ủy ban Hành chính thành phố Hà Nội        |                                |
| 4   | Ngô Ngọc Du    | tháng 10, 1947 - 10 tháng 10 năm 1954  | Việt Nam Dân chủ Cộng hòa | Chủ tịch Ủy ban Kháng chiến - hành chính Hà Nội    | vùng kháng chiến               |
| 5   | Bùi Văn Quý    | 10 tháng 3, 1948 - tháng 12 năm 1948   | Quốc gia Việt Nam         | Trưởng Hội đồng An dân Bắc Việt                    | vùng tạm chiếm                 |
| 6   | Phan Xuân Đài  | tháng 1 năm 1949 - 27 tháng 2, 1950    | Quốc gia Việt Nam         | Thị trưởng Hà Nội                                  | vùng tạm chiếm                 |
| 7   | Thẩm Hoàng Tín | 27 tháng 2, 1950 - 8 tháng 8, 1952     | Quốc gia Việt Nam         | Thị trưởng Hà Nội                                  | vùng tạm chiếm                 |
| 8   | Đỗ Quang Giai  | 8 tháng 8 năm 1952 - tháng 10 năm 1954 | Quốc gia Việt Nam         | Thị trưởng Hà Nội                                  | vùng tạm chiếm                 |